# SOR B 7,5
SOR B 7,5 je model českého městského midibusu o délce přibližně 7,5 m. Byl vyráběn společností SOR Libchavy v letech 1996 až 1997.

## Konstrukce
SOR B 7,5 je dvounápravový autobus, který je určen pro městský provoz a přepravu cestujících na méně vytížených linkách. Je odvozen z meziměstského modelu C 7,5. Prostorový rám vozidla je svařen z ocelových profilů.  Zadní náprava je hnací, motor a automatická převodovka jsou umístěny v zadní části vozu. Midibus má v pravé bočnici dvoje výklopné dveře (první jsou jednokřídlé, druhé, umístěné uprostřed délky vozidla, jsou dvoukřídlé). Naproti druhým dveřím se nachází prostor pro kočárek.

## Výroba a provoz

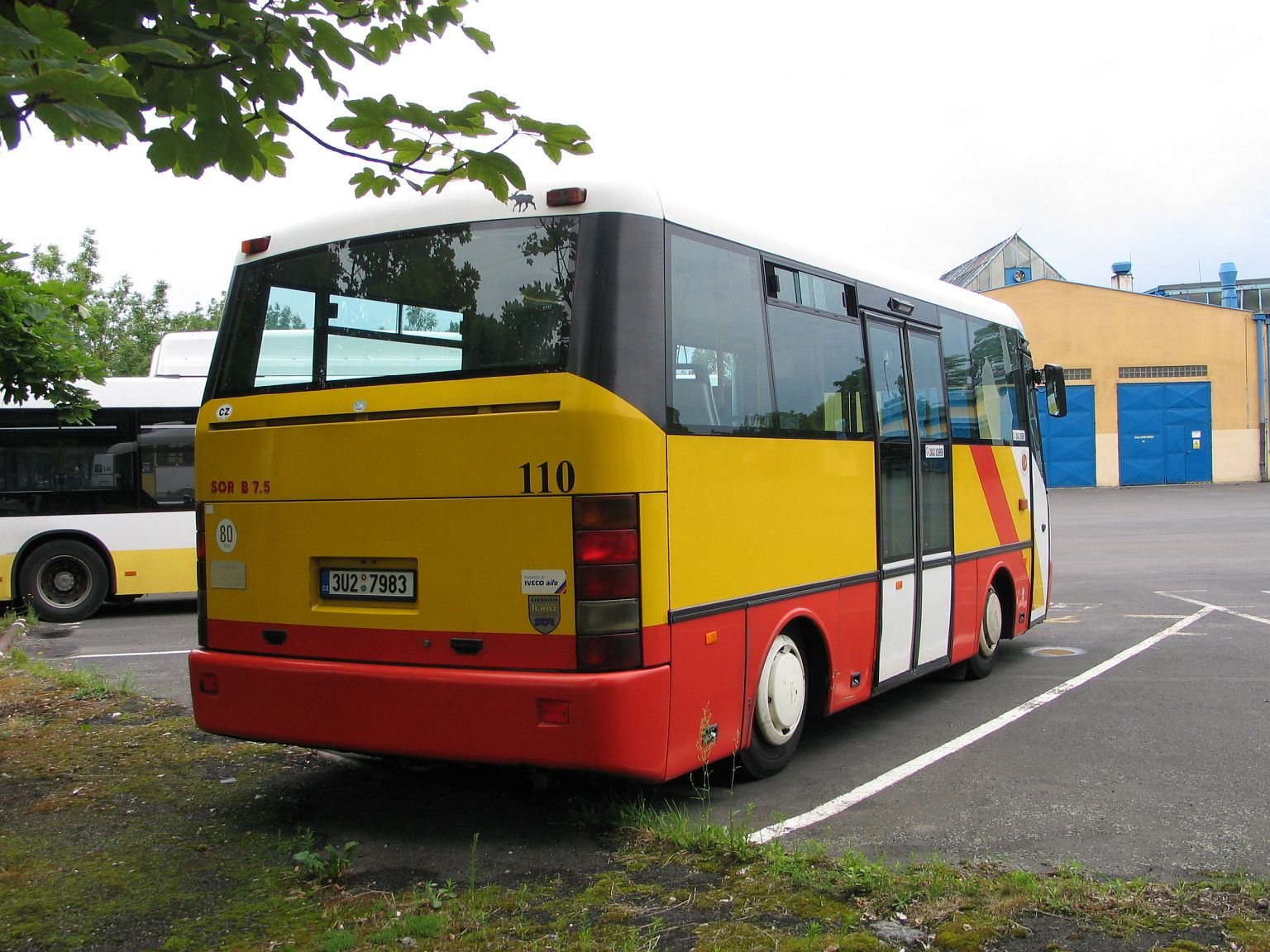
SOR B 7,5 v Litvínově

Model B 7,5 je jedním z prvních vyráběných typů autobusů ve společnosti SOR. Byl vyráběn ve druhé polovině 90. let. Tyto autobusy jsou v provozu na málo vytížených linkách nebo v místech, která by pro autobus klasické délky (12 m) byla nedostupná. Vozy tohoto typu byly v provozu v Olomouci (2 ks), v Hradci Králové (2 ks, později odprodány do Mostu a Litvínova) a v Karviné (1 ks).